# Litosfera
Litosfera (iz   λίθος (líthos) 'skala', in  σφαίρα (sphaíra) 'sfera') je toga, najbolj oddaljena skalnata lupina zemeljskega planeta ali naravnega satelita. Na Zemlji litosfera vključuje skorjo in najvišji zgornji del plašča. Skorjo in zgornji plašč ločimo na podlagi kemije in mineralogije. 

## Zemljina litosfera
Zemljina litosfera, ki predstavlja trdo in togo zunanjo navpično plast Zemlje, vključuje skorjo in litosferski plašč (ali litosfero plašča), najvišji del plašča, ki ni konvektiven. Pod litosfero leži astenosfera, ki je šibkejši, bolj vroč in globlji del zgornjega plašča, ki lahko konvecira. Meja med litosfero in astenosfero je določena z razliko v odzivu na stres. Litosfera ostane toga za zelo dolga obdobja geološkega časa, v katerem se deformira elastično in zaradi krhkega porušitve, medtem ko se astenosfera deformira viskozno in se prilagaja obremenitvam s plastično deformacijo.
Debelina litosfere se torej šteje za globino do izoterme, povezane s prehodom med krhkim in viskoznim obnašanjem. Temperatura, pri kateri olivin postane duktilen (~1000 °C ali 1830 °F), se pogosto uporablja za nastavitev te izoterme, ker je olivin na splošno najšibkejši mineral v zgornjem plašču.
Litosfera je razbita na posamezne tektonske plošče, prikazane na sliki.

### Zgodovina koncepta
Koncept litosfere kot močne zunanje plasti Zemlje je opisal angleški matematik A. E. H. Love v svoji monografiji iz leta 1911 Some problems of Geodynamics (Nekateri problemi geodinamike), nadalje pa ga je razvil ameriški geolog Joseph Barrell, ki je napisal vrsto člankov o konceptu in predstavil izraz litosfera. Koncept je temeljil na prisotnosti pomembnih gravitacijskih anomalij nad celinsko skorjo, iz česar je sklepal, da mora obstajati močna, trdna zgornja plast (ki jo je imenoval litosfera) nad šibkejšo plastjo, ki lahko teče (ki jo je imenoval astenosfera). Te ideje je razširil kanadski geolog Reginald Aldworth Daly leta 1940 s svojim temeljnim delom Strength and Structure of the Earth (Moč in struktura Zemlje). Geologi in geofiziki so jih na splošno sprejeli. Ti koncepti močne litosfere, ki leži na šibki astenosferi, so bistveni za teorijo tektonike plošč.

## Vrste
Litosfero lahko razdelimo na oceansko in celinsko litosfero. Oceanska litosfera je povezana z oceansko skorjo (s povprečno gostoto približno 2,9 grama na kubični centimeter) in obstaja v oceanskih bazenih. Celinska litosfera je povezana s celinsko skorjo (s povprečno gostoto približno 2,7 grama na kubični centimeter) in leži pod celinami in epikontinentalnimi policami.

### Oceanska litosfera
Oceanska litosfera je sestavljena predvsem iz mafične skorje in ultramafičnega plašča (peridotit) in je gostejša od celinske litosfere. Mlada oceanska litosfera, ki jo najdemo na srednjeoceanskih grebenih, ni debelejša od skorje, vendar se oceanska litosfera s staranjem debeli in odmika od sredinooceanskega grebena. Najstarejša oceanska litosfera je običajno debela okoli 140 kilometrov (87 milj). To zgostitev nastane zaradi prevodnega hlajenja, ki pretvori vročo astenosfero v litosferski plašč in povzroči, da postane oceanska litosfera s staranjem vedno bolj debela in gosta. Pravzaprav je oceanska litosfera toplotna mejna plast za konvekcijo[10] v plašču. Debelino dela plašča oceanske litosfere je mogoče približno oceniti kot toplotno mejno plast, ki se zgosti kot kvadratni koren časa.
{\displaystyle h\,\sim \,2\,{\sqrt {\kappa t}}}
tukaj je, {\displaystyle h} debelina litosfere oceanskega plašča, {\displaystyle \kappa } je toplotna difuzivnost (približno 1,0×10−6 m²/s) za silikatne kamnine in {\displaystyle t} je starost danega dela litosfere. Starost je pogosto enaka L/V, kjer je L razdalja od središča širjenja srednjeoceanskega hrbta, V pa je hitrost litosferske plošče.
Oceanska litosfera je nekaj deset milijonov let manj gosta od astenosfere, potem pa postane vse gostejša od astenosfere. Medtem ko je kemično diferencirana oceanska skorja lažja od astenosfere, je zaradi toplotnega krčenja litosfere plašča bolj gosta kot astenosfera. Gravitacijska nestabilnost zrele oceanske litosfere vpliva na to, da se oceanska litosfera na območjih subdukcije vedno pogrezne pod prevladujočo litosfero, ki je lahko oceanska ali celinska. Nova oceanska litosfera nenehno nastaja na srednjeoceanskih hrbtih in se reciklira nazaj v plašč na območjih subdukcije. Zaradi tega je oceanska litosfera veliko mlajša od celinske litosfere: najstarejša oceanska litosfera je stara približno 170 milijonov let, medtem ko so deli celinske litosfere stari milijarde let.

#### Subducirana litosfera
Geofizikalne študije v zgodnjem 21. stoletju trdijo, da so bili veliki kosi litosfere subducirani v plašč globoko do 2900 kilometrov blizu meje med jedrom in plaščem, medtem ko drugi "lebdijo" v zgornjem plašču. Spet drugi se zataknejo v plašč do 400 kilometrov, vendar ostanejo "pritrjeni" na zgornjo celinsko ploščo, podobno kot obseg starega koncepta "tektosfere", ki ga je leta 1988 ponovno pregledal Jordan. Subdukcijska litosfera ostaja toga (kot dokazujejo globoki potresi vzdolž cone Wadati–Benioff) do globine približno 600 kilometrov.

### Celinska litosfera
Celinska litosfera ima razpon debeline od približno 40 kilometrov do morda 280 kilometrov; zgornjih približno 30 do 50 kilometrov tipične celinske litosfere je skorja. Skorja se od zgornjega plašča razlikuje po spremembi kemične sestave, ki se zgodi na diskontinuiteti Moho. Pod kratoni ležijo najstarejši deli celinske litosfere, tam pa je litosfera plašča debelejša in manj gosta od običajne; sorazmerno nizka gostota takih "korenin kratonov" plašča pomaga stabilizirati te regije.
Zaradi sorazmerno nizke gostote celinska litosfera, ki prispe v cono subdukcije, ne more podreti veliko dlje kot približno 100 km, preden se ponovno dvigne na površje. Zaradi tega se celinska litosfera ne reciklira na območjih subdukcije tako, kot se reciklira oceanska litosfera. Namesto tega je celinska litosfera skoraj stalna značilnost Zemlje.

## Lastnost
Bistvena lastnost litosfere ni kompozicija, temveč lastnost plavanja. Pod vplivom dolgoročne majhne intenzitete napetosti, ki povzročajo premike plošč, se litosfera obnaša kot zadosti trdna lupina, ki se tu in tam lomi, astenosfera pa sprošča napetost skozi plastično deformacijo. Lupina in zgornji del plašča plavata na židki astenosferi. Debelina litosfere varira, od 1.6 km na oceanskem dnu do 130 km na najstarejših delih kontinentov. Predvidevamo, da je debelina kontinentalnih plošč okoli 130 km.
Kot ohlajevalni sloj zemljinega konvekcijskega sistema, se litosfera počasi debeli. Razbita je v relativno močne kose, imenovane tektonske plošče, ki se neodvisno premikajo.

## Plaščni ksenoliti
Geoznanstveniki lahko neposredno preučujejo naravo subkontinentalnega plašča s preučevanjem plaščnih ksenolitov, ki so se pojavili v kimberlitu, lamproitu in drugih vulkanskih ceveh. Zgodovino teh ksenolitov so raziskali s številnimi metodami, vključno z analizami številčnosti izotopov osmija in renija. Takšne študije so potrdile, da so litosfere plašča pod nekaterimi kratoni obstale več kot 3 milijarde let, kljub toku plašča, ki spremlja tektoniko plošč.

## Mikroorganizmi
Zgornji del litosfere je velik habitat za mikroorganizme, nekatere najdemo več kot 4,8 km pod zemeljsko površino.

## Ostali planeti
Nekateri planeti, na primer Merkur, izgledajo kot kompaktne skale, brez magme in brez plašča. Ostali planeti, na primer Mars, imajo debelejšo litosfero, kot Zemlja, s tem pa tudi manjše pomike plošč. Zaradi manjših pomikov, vulkani stojijo na istem mestu, povezanem z notranjostjo, tako so tudi mnogo večjih dimenzij, kot pa jih najdemo na Zemlji.

## Terminologija
Zunanji del litosfere imenujemo sial, zaradi kemijskih simbolov silicija (Si) in aluminija (Al), ki jih vsebujejo rudnine. Globljo spodnjo plast imenujemo sima, zaradi silicija (Si) in magnezija (Mg). Poleg teh kemijskih elementov vsebuje litosfera še majhne količine kisika, ogljika, železa, kalcija, natrija, kalija, fosforja.